# Sociedad de Arquitectura de China
La Sociedad de Arquitectura de China, en chino 中国建筑学会, también conocido como Instituto de arquitectura de China, es una organización creada en 1953 que integra diversos servicios en el campo de la arquitectura y el urbanismo en la República Popular China, afiliada a la Asociación China para la ciencia y la tecnología y al Ministerio de vivienda y desarrollo urbano y rural.

## Historia
La Sociedad de Arquitectura de China se estableció formalmente en octubre de 1953. En 1955, se convirtió en miembro de la Unión Internacional de Arquitectos, y en 1989, se convirtió en miembro de la Asociación Asiática de Arquitectos.
En la actualidad, la sociedad se organiza en departamentos de arquitectura, de construcción de edificios, de arquitectura rural para pueblos pequeños, departamento de prevención de desastres por terremotos, área de tecnología integral de protección contra incendios en edificios, departamento de Historia de la arquitectura, departamento de investigación en gestión de ingeniería, departamento de construcción con tierra, de economía de la construcción, de diseño de interiores, de estudio de ingeniería, de estructuras de edificios, de materiales de construcción, de cimientos, de electricidad en edificios, de HVAC, de física de edificios, de energía térmica en edificios, de edificios deportivos, departamento de suministro de agua e investigación de drenaje, de construcción industrial, hasta un total de 22 departamentos directamente coordinados por la Sociedad o Instituto de arquitectura de China.
Además de las áreas específicas de trabajo en las materias asignadas a cada departamento, el Instituto de arquitectura de China publica de forma periódica monográficos y revistas en el área de publicaciones.

## Directivos
Nota: los marcados con * son directores honorarios
- La primera etapa (1953): Zhou Rongxin
- La segunda etapa (1957): Zhou Rongxin
- La tercera etapa (1961): Yang Chunmao
- La cuarta etapa (1966): Yan Zixiang
- Quinto (1980): Yang Tingbao
- La sexta etapa (1983): Dai Nianci
- La séptima etapa (1987): Dai Nianci
- Octavo (1992): Ye Rutang
- La novena etapa (1996): Ye Rutang
- La décima (2000): Song Chunhua, Ye Rutang*
- La 11 (2005): Song Chunhua, Ye Rutang*
- La 12 (2011): Che Shujian

## Publicaciones
- Diario de Arquitectura
- Revista de estructuras de construcción
- Ventilación, térmica y climatización en edificios
- Conocimiento arquitectónico
- Investigación de ingeniería
- Construcción rural
- Ingeniería sísmica
- Electricidad en edificios
- HVAC
- Tecnología de construcción
- Interiorismo y decoración
- Economía de la construcción
- Abastecimiento de agua y drenaje de edificios asiáticos